# The Soul Market
The Soul Market è un film muto del 1916 diretto da Francis J. Grandon. Basato su un soggetto di Aaron Hoffman, aveva come interpreti Olya Petrova, Arthur Hoops, John Merkyl, Fritz De Lint, Evelyn Brent.

## Trama
L'attrice Elaine Elton ha due ardenti pretendenti: Oscar Billings, responsabile di numerosi grandi teatri, e il milionario Jack Dexter, che lei non ha mai incontrato. Dexter, per stare vicino a lei, si finge autista, riuscendo a farsi assumere. Elaine, ben presto, si sente attratta dal bell'autista ma Oscar, che le ha chiesto di sposarlo, minaccia di non farla mai più lavorare nei suoi teatri se lei non accetterà di diventare sua moglie.

Elaine si arrende e lo sposa. Oscar, però, si rivela un inveterato donnaiolo e la moglie, stanca dei suoi continui tradimenti, finisce per ucciderlo. Mentre cerca di sfuggire alla polizia, la donna trova la morte.

Quando si sveglia, Elaine realizza che è stato tutto un sogno ma che quell'incubo potrebbe anche averla messa sull'avviso, rivelandole un terribile futuro. Così decide di ignorare le minacce dell'impresario e sposa il suo autista milionario.

## Produzione
Il film fu prodotto dalla Popular Plays and Players Inc.

## Distribuzione
Il copyright del film, richiesto dalla Metro Pictures Corp., fu registrato il 9 marzo 1916 con il numero LP7790.

Distribuito dalla Metro Pictures Corporation, il film uscì nelle sale cinematografiche statunitensi il 12 marzo 1916.
Non si conoscono copie ancora esistenti della pellicola che viene considerata presumibilmente perduta.